# Caligus asymmetricus
Caligus asymmetricus är en kräftdjursart som beskrevs av Pillai in Kabata 1965. Caligus asymmetricus ingår i släktet Caligus och familjen Caligidae. Inga underarter finns listade i Catalogue of Life.